# TV-dags
TV-dags är en svensk webbplats om TV-serier och film.

## Historik
Föregångare till TV-dags var bloggen Weird Science som grundades av bröderna Kjell och Magnus Häglund i juni 2004. Senare anslöt sig skribenter som Hynek Pallas och Johanna Koljonen till bloggen. Analysföretaget Cision listade Weird Science som Sveriges främsta kulturblogg.
Webbplatsen TV-dags hade ursprungligen lanserats i december 2009 som en TV-tablå med fokus på sociala medier. I juni 2010 lanserades även en app för Iphone. Appen utsågs ibland till testvinnare när datortidningar testade tablåappar.
I november 2013 lanserade Kjell Häglund och hans arbetsgivare DG Communication nya TV-dags som kombinerade recensionsmaterialet från Weird Science med TV-tablåtjänsten. Redaktionellt byggde TV-dags och dess föregångare på Häglunds missnöje med hur TV-kritik behandlades i större medier.
I januari 2016 rapporterade sajten att den hade 100 000 läsare per vecka.
I maj 2021 meddelades att TV-dags skulle förändras och publicering skulle ske på andra plattformar än webbplatsen. Bland annat lanserades ett nyhetsbrev, TV-dags med Kjell Häglund, med utgivning varje vecka. Samtidigt meddelades det att tablåapparna skulle läggas ner.